# NGC 3469
NGC 3469 في الفهرس العام الجديد، هي مجرة، تقع في كوكبة الباطية. اكتشفت في 7 مايو 1836 بواسطة جون هيرشل.

## روابط خارجية
- NGC 3469 على موقع ويكي سكاي: DSS2, SDSS, GALEX, IRAS, Hydrogen α, X-Ray, Astrophoto, Sky Map, Articles and images